# إراتيرا
إراتيرا (Εράτυρα) هي مدينة في كوزاني في مقاطعة فوريا إلادا في اليونان.
يبلغ عدد سكانها حوالي 1332 نسمة.